# Světový pohár v biatlonu 2019/2020 – Oberhof
4. podnik Světového poháru v biatlonu v sezóně 2019/2020 probíhal od 9. do 12. ledna v německém Oberhofu. Na programu podniku byly závody ve sprintu, s hromadným startem a štafety mužů a žen. Naposledy se zde jel Světový pohár v biatlonu minulý rok, v Oberhofu se jezdí světový pohár v biatlonu každoročně.

## Program závodů
Oficiální program:
| Datum     | Disciplína                       | Začátek (SEČ) | Počet závodníků |
| --------- | -------------------------------- | ------------- | --------------- |
| 9. ledna  | Sprint (ženy)                    | 14:30         | 100             |
| 10. ledna | Sprint (muži)                    | 14:30         | 110             |
| 11. ledna | Štafeta (ženy)                   | 12:00         | 23 týmů         |
| 11. ledna | Štafeta (muži)                   | 14:15         | 26 týmů         |
| 12. ledna | Závod s hromadným startem (ženy) | 12:45         | 30              |
| 12. ledna | Závod s hromadným startem (muži) | 14:30         | 30              |

## Průběh závodů

### Sprinty
V Oberhofu byl nedostatek sněhu a proto jej pořadatelé dovezli kamióny z Veltins-Areny v Gelsenkirchenu, kde se 10 dní před tím konala biatlonová exhibice. Závodilo se za mlhy a poprvé zde do světového poháru nastoupila juniorka Tereza Voborníková. Nezasáhla tři terče a skončila na 84. pozici. Ani dalším českým biatlonistkám se příliš nedařilo: nejlépe dojela Eva Puskarčíková na 17. místě s jednou chybou při střelbě vstoje a solidním během. O šest pozic za ní skončila Markéta Davidová, která nezasáhla celkem tři terče. Sice běžela lépe, ale v rychlosti střelby byla až na 95. místě ze 100 startujících.
S náskokem zvítězila Norka Marte Olsbuová, která běžela a střílela velmi rychle. Především ale jako jediná z vedoucích závodnic neudělala ani jednu chybu na střelnici. Druhá dojela především díky rychlému běhu Němka Denise Herrmannová. Poprvé v tomto ročníku světového poháru se tak dostala německá reprezentantka na stupně vítězů.
V závodu mužů se oproti čtvrtku oteplilo, sníh zůstal jenom na tratích, zmizela mlha, ale pršelo. Závod se proto uskutečnil na 2,5km trati, která se jela čtyřikrát. Poprvé v tomto ročníku závodil Tomáš Krupčík, který přes léto prodělal opakovanou boreliózu a nemohl dostatečně trénovat. Udělal stejně jako Michal Šlesingr jednu chybu, ale protože se celkově více chybovalo, dojeli oba i s průměrným běžeckým časem na 34. a 35. místě. Lépe se dařilo Ondřeji Moravcovi, který střílel čistě a jel i o něco rychleji, což mu pomohlo ke konečné 11. pozici, nejlepšímu umístění v tomto ročníku.
Do Oberhofu vůbec vůbec nepřijel Johannes Thingnes Bø, který už předem prohlásil, že nebude v tomto a v dalších podnicích startovat a bude doma s manželkou očekávat narození potomka. Toho využil Martin Fourcade, který v druhém kole jel první, ale jen s několikavteřinovým náskokem. Vstoje však jako jediný z předních závodníků zastřílel čistě a s náskokem zvítězil.

### Štafety
V první polovině závodu žen se v čele překvapivě drželo Švýcarsko, které si vypracovalo náskok až 40 vteřin. Pak však Aita Gasparinová nezvládla střelbu vstoje a do čela se dostala trojice Francie, Norsko a Švédsko. Z nich nejméně střeleckých chyb v posledním úseku udělala Tiril Eckhoffová a Norky proto zvítězily. Švýcarky dojely páté.
Česká štafeta neuspěla: Jessica Jislová střílela obě položky čistě, ale pomalu běžela. Lucie Charvátová vleže zasáhla všechny terče, ale vstoje musela na trestné kolo. Markéta Davidová běžela rychle, ale přidala ještě dvě trestná kola a předávala Evě Puskarčíkové na 14. pozici. Ta čistou střelbou zlepšila české umístění na desáté místo v cíli.
V české mužské štafetě udělali nechali trenéři odpočívat Ondřeje Moravce, který měl před sebou nedělní závod s hromadným startem. Na posledním úseku jej nahradil Tomáš Krupčík. Michal Šlesingr na prvním a Michal Krčmář na druhém po třech chybách. Krčmář však běžel rychleji a zlepšil českou pozici až na třetí průběžné místo. Jakub Štvrtecký tuto pozici udržoval až do střelby vstoje, kdy zasáhl osmi náboji jen dva terče a musel jet tři trestná kola. Předával na osmém místě. Tomáš Krupčík tuto pozici přes tři střelecké chyby a pomalejší běh v závěru udržel do cíle.
Čelo závodu se dramaticky měnilo. Zpočátku vedli Norové, ale překvapivě se před ně dostal na celý svůj druhý úsek Bělorus Sergej Bocharnikov. Pak si však Norové vzali vedení zpět a Johannes Dale a Vetle Sjåstad Christiansen si postupně vypracovali půlminutový náskok. Nor však musel po poslední střelbě na trestné kolo a předjel jej Francouz Quentin Fillon Maillet. Christiansen si uchoval více sil, v posledním stoupání Francouze předjel a s jistotu zvítězil. Norové tak vyhráli šestou mužskou štafetu v řadě. Závod byl střelecky náročný: např. norská, francouzská a německá štafeta se umístily na stupních vítězů, přestože všechny jely po dvou trestných kolech.

### Závody s hromadným startem
V závodě žen nestartovala Eva Puskarčíková, protože byla mírně nachlazená. Naopak díky neúčasti některých vedoucích závodnic se do startovní listiny k Markétě Davidové dostala i Lucie Charvátová. Při první střelbě udělala Charvátová jednu chybu, zlomila pak hůlku, ale dostala hned novou a odjížděla třináctá; Davidová se třemi chybami byla na 28. místě. Ta se pak už jen zlepšovala: přidala sice čtyři další nezasažené terče, vše ale vyrovnala čtvrtým nejlepším běžeckým časem. V cílové rovině předjela Švédku Linn Perssonovou a dojela dvanáctá. Charvátová se naopak vinou horší střelby a pomalého běhu propadala a dokončila na 27. pozici.
V čele závodu se dlouho střídala Norka Tiril Eckhoffová s Běloruskou Irynou Kryukovou. Při třetí a čtvrté střelbě však obě udělaly po čtyřech chybách a dostala se před ně Finka Kaisa Mäkäräinenová, která si vedoucí pozici udržela až do cíle a zvítězila. Eckhoffová se díky rychlému běhu dostala na druhé místo, když v posledním stoupání předjela krajanku Marte Olsbuovou, Kryuková dojela sedmá. Závod se jel za výrazně se měnícího větru: žádná biatlonistka nezasáhla všechny terče a jen pět udělalo méně než pět chyb.
V závodu mužů se opět projevil nedostatek sněhu, takže se jelo na kratším okruhu. Větrné podmínky byly oproti ženskému závodu lepší, přesto nikdo nebyl střelecky bezchybný. V čele se od druhé střelby udržoval Arnd Peiffer, a když při třetí udělal méně chyb Martin Fourcade, dostal se s náskokem na první místo, které bezpečně udržel až do cíle. Peiffer v cílové rovině předjel Francouze Simona Desthieux a dojel druhý.
Z českých závodníků se lépe dařilo Michalu Krčmářovi, který se sice po třetí střelbě propadl až na 20. místo, ale další čistou střelbou se posunoval dopředu. V cílové rovině za sebou udržel Matveje Jelisejeva a dojel na 9. pozici. Ondřej Moravec dělal méně chyb, ale běžel a střílel pomaleji. V cíli mu patřilo 12. místo.

## Umístění na stupních vítězů

### Muži
| Disciplína                        | První místo                                                                             | Výkon     | Druhé místo                                                                      | Výkon     | Třetí místo                                                   | Výkon     |
| Sprint (10 km)                    | Martin Fourcade                                                                         | 25:27,2   | Émilien Jacquelin                                                                | 25:52,72  | Johannes Kühn                                                 | 26:00:2   |
| Závod s hromadným startem (15 km) | Martin Fourcade                                                                         | 41:01,4   | Arnd Peiffer                                                                     | 41:21,5   | Simon Desthieux                                               | 41:21,7   |
| Štafeta (4×7,5 km)                | Norsko Lars Helge Birkeland Erlend Bjøntegaard Johannes Dale Vetle Sjåstad Christiansen | 1:19:32,3 | Francie Émilien Jacquelin Martin Fourcade Simon Desthieux Quentin Fillon Maillet | 1:19:36,7 | Německo Phillip Horn Johannes Khün Arnd Peiffer Benedikt Doll | 1:20:20,5 |

### Ženy
| Disciplína                          | První místo                                                                              | Výkon     | Druhé místo                                                             | Výkon     | Třetí místo                                                                  | Výkon     |
| Sprint (7,5 km)                     | Marte Olsbuová                                                                           | 20:04,9   | Denise Herrmannová                                                      | 20:38,0   | Julia Simonová                                                               | 20:52,3   |
| Závod s hromadným startem (12,5 km) | Kaisa Mäkäräinenová                                                                      | 39:58,9   | Tiril Eckhoffová                                                        | 40:29,1   | Marte Olsbuová                                                               | 40:33,9   |
| Štafeta (4×6 km)                    | Norsko Synnøve Solemdalová Ingrid Landmark Tandrevoldová Marte Olsbuová Tiril Eckhoffová | 1:14:11,6 | Švédsko Elvira Öbergová Linn Perssonová Mona Brorssonová Hanna Öbergová | 1:14:32,7 | Francie Julia Simonová Anaïs Bescondová Celia Aymonierová Justine Braisazová | 1:14:44,7 |

## Pořadí zemí
| Pořadí | Země    | 1. místo | 2. místo | 3. místo | Celkově |
| ------ | ------- | -------- | -------- | -------- | ------- |
| 1.     | Norsko  | 3        | 1        | 1        | 5       |
| 2.     | Francie | 2        | 2        | 3        | 7       |
| 3.     | Finsko  | 1        | 0        | 0        | 1       |
| 4.     | Německo | 0        | 2        | 2        | 4       |
| 5.     | Švédsko | 0        | 1        | 0        | 1       |
|        | Celkem  | 6        | 6        | 6        | 18      |